# Conseil des gouverneurs de la Banque centrale européenne
Le Conseil des gouverneurs est le principal organe de décision de la Banque centrale européenne (BCE), il se compose des six membres du directoire et des gouverneurs des banques centrales nationales des vingt pays de la zone euro. 
Le Président du Conseil et un représentant de la Commission européenne peuvent également assister aux réunion en tant qu'observateurs. Le Président du Conseil peut également soumettre une motion à la délibération du conseil des gouverneurs de la Banque centrale européenne.

## Responsabilités
Conformément aux traités européens, le Conseil adopte les orientations et prend les décisions nécessaires à l'accomplissement des missions confiées à la BCE et à l'Eurosystème, il définit la politique monétaire de la zone euro. Il prend notamment les décisions relatives aux objectifs monétaires, aux taux d'intérêt directeurs et à l'approvisionnement en réserves des banques commerciales. Dans le cadre des nouvelles missions de la BCE au titre du contrôle bancaire, elle est également chargée des décisions concernant la surveillance prudentielle.

## Réunions
Le Conseil des gouverneurs se réunit habituellement deux fois par mois au siège de la BCE, à Francfort-sur-le-Main, il évalue les évolutions économiques et monétaires et prend ses décisions de politique monétaire toutes les six semaines. Lors des autres réunions, il examine essentiellement les questions portant sur les autres missions de la BCE et de l'Eurosystème.
Les décisions sur la politique monétaire européenne sont présentées en conférence de presse par le président, assisté du vice-président. 

## Compléments